# أنتوني كوبلي
أنتوني كوبلي (بالإنجليزية: Antony Copley)‏ هو مؤرخ بريطاني، ولد في 1 يوليو 1937 في هارتفوردشير في المملكة المتحدة، وتوفي في 18 يوليو 2016.